# Riverdale (Iowa)
Riverdale é uma cidade localizada no estado americano de Iowa, no Condado de Scott.

## Demografia
Segundo o censo americano de 2000, a sua população era de 656 habitantes.
Em 2006, foi estimada uma população de 592, um decréscimo de 64 (-9.8%).

## Geografia
De acordo com o United States Census Bureau tem uma área de
5,6 km², dos quais 4,6 km² cobertos por terra e 1,0 km² cobertos por água.

## Localidades na vizinhança
O diagrama seguinte representa as localidades num raio de 8 km ao redor de Riverdale.